# Batracomorphus eumenides
Batracomorphus eumenides är en insektsart som beskrevs av Knight 1983. Batracomorphus eumenides ingår i släktet Batracomorphus och familjen dvärgstritar. Inga underarter finns listade i Catalogue of Life.